# سیارک ۴۸۱۵۹
سیارک ۴۸۱۵۹ (به انگلیسی: 48159 Saint-Veran، نامگذاری:2001HY) چهل و هشت هزار و صد و پنجاه و نهمین سیارک کشف شده‌است که در ۱۶ آوریل ۲۰۰۱ کشف شد.